# On the Run
Az On the Run (egyszerűsített kínai: 我很忙, pinjin: Wǒ Hěn Máng, magyaros átírásban: Vo hen mang) Jay Chou mandopopénekes nyolcadik stúdióalbuma, mely 2007-ben jelent meg. Az album kínai címének szó szerinti fordítása „Elfoglalt vagyok”. Ez volt az első albuma, melyet Chou saját kiadója, a JVR Music jelentetett meg, és az első, melyen az énekes-dalszerző amerikai countryzenével kísérletezett. Az album dalszövegei nagy mértékben merítenek Chou magánéletéből. A lemezből 2 200 000 példány fogyott.

## Számlista
Az összes szám szerzője Jay Chou.
| CD    | CD                                                                                     | CD                                        | CD    | CD | CD | CD | CD | CD | CD |
| #     | Cím                                                                                    | Dalszöveg                                 | Hossz |    |    |    |    |    |    |
| ----- | -------------------------------------------------------------------------------------- | ----------------------------------------- | ----- | -- | -- | -- | -- | -- | -- |
| 1.    | Niu caj hen mang (Niú Zǎi Hěn Máng) (牛仔很忙 Cowboy on the Run)                       | Huang Csün-lang (Jun-Lang Huang) (黃俊郎) | 2:48  |    |    |    |    |    |    |
| 2.    | Caj hung (Cǎi Hóng) (彩虹 Rainbow)                                                     | Jay Chou                                  | 4:23  |    |    |    |    |    |    |
| 3.    | Csing hua ce (Qīng Huā Cí) (青花瓷 Blue and White Porcelain)                           | Vincent Fang                              | 3:59  |    |    |    |    |    |    |
| 4.    | Jang kuang csaj nan (Yáng Guāng Zhái Nán) (陽光宅男 Sunshine Homeboy)                  | Vincent Fang                              | 3:42  |    |    |    |    |    |    |
| 5.    | Pu kung jing tö jüe ting (Pú Gōng Yīng Dè Yuē Dìng) (蒲公英的約定 Dandelion's Promise) | Vincent Fang                              | 4:07  |    |    |    |    |    |    |
| 6.    | Vu suang (Wú Shuāng) (無雙 Unparalleled)                                               | Vincent Fang                              | 3:53  |    |    |    |    |    |    |
| 7.    | Vo pu pej (Wǒ Bú Pèi) (我不配 I'm Not Worthy)                                          | Vincent Fang                              | 4:48  |    |    |    |    |    |    |
| 8.    | Csö (Chě) (扯 Nonsensical)                                                             | Vincent Fang                              | 3:30  |    |    |    |    |    |    |
| 9.    | Tien tien tö (Tián Tián De) (甜甜的 Sweetness)                                         | Vincent Fang                              | 4:03  |    |    |    |    |    |    |
| 10.   | Cuj csang tö tien jing (Zuì Cháng De Diàn Yǐng) (最長的電影 The Longest Movie)         | Jay Chou                                  | 3:55  |    |    |    |    |    |    |
| 39:10 |                                                                                        |                                           |       |    |    |    |    |    |    |

| 1. | Niu caj hen mang (Niú Zǎi Hěn Máng) (牛仔很忙 Cowboy on the Run) |  |
| 2. | Vo pu pej (Wǒ Bú Pèi) (我不配 I'm Not Worthy)                    |  |